# Always on My Mind
"Always on My Mind" là một ca khúc nhạc đồng quê của Mỹ do Johnny Christopher, Mark James và Wayne Carson viết, thu âm lần đầu tiên bởi Gwen McCrae và Brenda Lee năm 1972.
AllMusic liệt kê hơn 300 bản ghi âm của bài hát trong các phiên bản bởi hàng chục nghệ sĩ biểu diễn. Trong khi phiên bản của Brenda Lee đứng ở vị trí 45 trên bảng xếp hạng nhạc đồng quê vào năm 1972, các nghệ sĩ khác đạt được top 20 ở Hoa Kỳ và những nơi khác với các phiên bản của riêng họ: Elvis Presley năm 1972; John Wesley Ryles năm 1979; Willie Nelson được Giải thưởng Grammy năm 1982; Pet Shop Boys năm 1987; Loretta Lynn vào năm 2016.